# JQuery Tools
jQuery Tools es una colección de los componentes de interfaz de usuario más importante de la Web. Como lo son las pestañas, acordeones, tooltips, superposiciones, los efectos de la exposición y scrollables. Con las cuales se logra mejorar la usabilidad y la capacidad de respuesta de su sitio. Se centran principalmente en la presentación de la información y el atractivo visual. Después de todo, esto es exactamente lo que la mayoría de los sitios Web quieren desesperadamente: dar a conocer su contenido para el lector de una manera fácil y agradable a la vista.
Otras bibliotecas JavaScript de IU se centran en características de escritorio, tales como, arrastrar y soltar, ordenamiento de tablas o ventanas que pueden arrastrarse. Tienen el propósito de construir "Aplicaciones Ricas de Internet" (RIAs), como clientes de correo electrónico, administradores de tareas, software CRM, organizadores de imágenes o feed viwers . Este tipo de aplicaciones son muy útiles dentro de un grupo pequeño o cuando se utilizan en Intranets, sin embargo, los sitios Web normales son de naturaleza muy diferente. Su propósito es verse bien y presentar información. jQuery Tools construye precisamente para ese propósito.
Se recomienda empezar a diseñar sus páginas sin necesidad de utilizar JavaScript. Hay muchos ejemplos de sitios Web muy funcionales, atractivos y fáciles de usar que no están usando JavaScript. El objetivo de esta biblioteca es para mejorar un sitio existente con las grandes posibilidades que las técnicas modernas de JavaScript tienen que ofrecer. Esta es esencialmente la idea de "mejora progresiva", que es un patrón de diseño común en la actualidad. Usted debe darse cuenta de que los sitios altamente profesionales no utilizan JavaScript excesivamente solo por el gusto de hacerlo. Se utiliza sólo cuando realmente hace que las páginas sean más legibles y fáciles de usar. Aquí es donde jQuery Tools entra en juego.
Esta biblioteca no es un Framework con una empinada curva de aprendizaje, mucho trabajo preliminar y reglas estrictas codificación. Usted no está atado a ninguna estructura predefinida de HTML o CSS. Puede incluir la biblioteca en sus páginas y empezar a utilizarlo inmediatamente. Usted puede diseñar libremente la apariencia de su sitio Web, o bien, utilizar cualquiera de los diseños que se presentan en los ejemplos como una plantilla.
Estas herramientas se puede combinar fácilmente. Piense en scrollables que desencadenen superposiciones o superposiciones que contengan scrollables junto con tooltips o cualquier combinación que pueda imaginar. Las posibilidades son infinitas. Y si eso no es suficiente, se puede aprovechar el enorme poder de la biblioteca jQuery. Muchas veces puede ver implementaciones complejas de componentes JavaScript que se podía hacer con solo unas pocas líneas de código jQuery. Para muchos sitios Web, ésta puede ser la única biblioteca JavaScript necesaria.
Otro de los principales atractivos de esta biblioteca, es que podemos obtener toda su funcionalidad, en tan solo 4.05 Kb cuando se encuentra habilitada la funcionalidad de compresión en el lado del servidor.